# Union populaire (Québec)
 (décembre 2011).
Si vous disposez d'ouvrages ou d'articles de référence ou si vous connaissez des sites web de qualité traitant du thème abordé ici, merci de compléter l'article en donnant les références utiles à sa vérifiabilité et en les liant à la section « Notes et références ».
Pour les articles homonymes, voir Union populaire.
L'Union populaire est un ancien parti politique souverainiste québécois qui désigna des candidats lors des élections fédérales de 1979 et de 1980.

## Historique
L'objectif du parti était de promouvoir la cause de l'indépendance pour la province de Québec lors des élections fédérales.
Le parti n'a pas obtenu beaucoup de soutien, et n'a notamment pas été soutenu par le Parti québécois, le parti pro-indépendantiste qui dirigeait le gouvernement de la province à l'époque.
L'Union populaire a été remplacée par le Parti nationaliste du Québec lors des élections fédérales de 1984, et ensuite par le Bloc québécois.

## Résultats des élections
| Élection | # Nombre de candidats | # Sièges gagnés | # Nombre de voix | % des votants |
| -------- | --------------------- | --------------- | ---------------- | ------------- |
| 1979     | 69                    | 0               | 19 514           | 0,17          |
| 1980     | 54                    | 0               | 14 474           | 0,13          |

## Sources
- (en) Cet article est partiellement ou en totalité issu de l’article de Wikipédia en anglais intitulé « Union Populaire » (voir la liste des auteurs).